# 魂 (映画)
『魂』（たましい）は、1936年（昭和11年）公開、渡辺邦男監督による日本の映画である。日活製作・配給。

## キャスト
- 岡譲二
- 星玲子
- 花井蘭子
- 吉谷久雄

## スタッフ
- 監督・脚本：渡辺邦男
- 原作：野沢純
- 撮影：渡辺孝

## 主題歌
- 『愛の小窓』（歌：ディック・ミネ、作詞：佐藤惣之助、作曲：古賀政男）
- 『男の純情』（歌：藤山一郎、作詞：佐藤惣之助、作曲：古賀政男）